# Garsbach

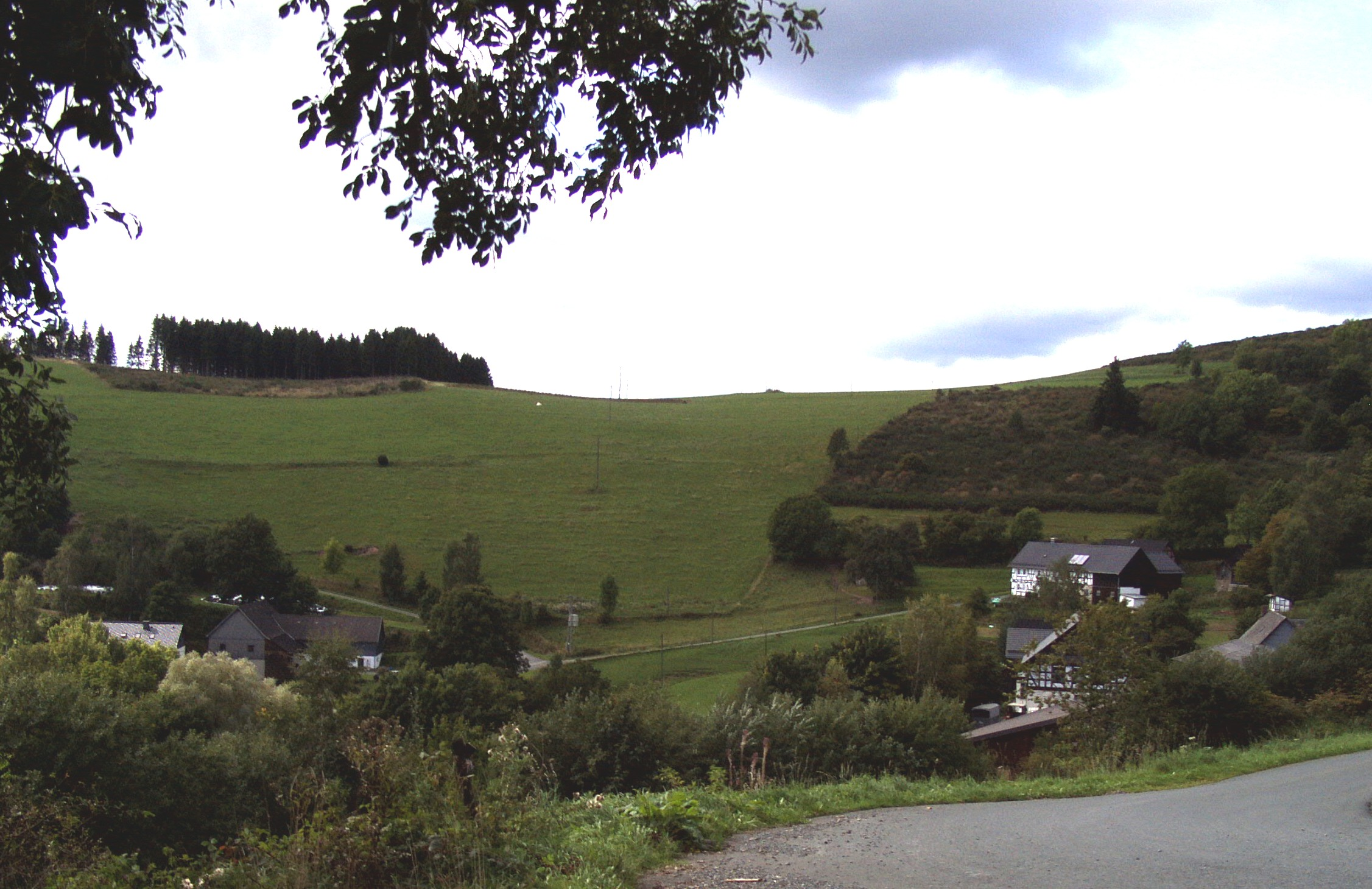
Garsbach im September 2008

Garsbach ist als Weiler ein kleiner Ortsteil von Bad Berleburg im Kreis Siegen-Wittgenstein in Nordrhein-Westfalen.
Der Weiler besteht heute aus drei Häusern. Die Land- und Forstwirtschaft prägt seit jeher das Landschaftsbild. In der Bevölkerung wird der Weiler nur der Garsbach genannt.

## Lage
Garsbach liegt in einem Seitental des Elsoffbaches, auf halber Strecke zwischen den Dörfern Alertshausen und Elsoff.
Eine der höchsten Erhebungen ist der Hermannstein mit 606 m ü. NN.

## Nachbarorte
- Alertshausen
- Christianseck
- Elsoff

## Geschichte
Die heutige nahegelegene Wüstung Eckenfeld wird 1324 erstmals erwähnt.
Die Ansiedlung wurde erstmals urkundlich im Jahre 1710 erwähnt. Ab diesem Jahr erfolgte auf Anweisung der Wittgensteiner Grafen die Besiedlung der waldreichen Gebiete. Die ersten Siedler hießen Canonisten. Seit dem Jahr 1732 gehörte Garsbach zum Elsoffer Viertel.
Mitte des 18. Jahrhunderts erfolgte die Zuteilung zum Amte Richstein. Seit Anfang des 19. Jahrhunderts sind drei Güter beurkundet. 1819 wurde Garsbach der Gemeinde Alertshausen zugeteilt, gleichfalls kam Garsbach zum Schultheißenbezirk Elsoff. Um 1900 sind 17 Einwohner zu verzeichnen.